# Lipniki (wieś w województwie kujawsko-pomorskim)
Lipniki – wieś w Polsce, położona w województwie kujawsko-pomorskim, w powiecie bydgoskim, w gminie Białe Błota.
W latach 1975–1998 miejscowość należała administracyjnie do województwa bydgoskiego.